# Codex Regius (Nuevo Testamento)

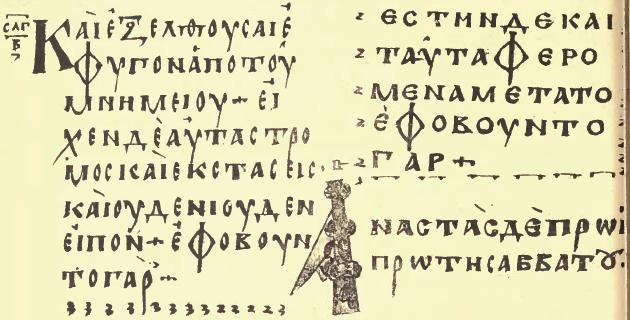
Final del Evangelio de Marcos.

El Codex Regius (París, Biblioteca Nacional de Francia (Gr. 62); Gregory-Aland no. Le o 019) es un manuscrito uncial del siglo VIII. El códice contiene los cuatro Evangelios con lagunas.
El códice consiste de un total de 257 folios de 23,5 x 17 cm. El texto está escrito en dos columnas por página, con entre 25 líneas por columna.
El texto griego de este códice es una representación del tipo textual alejandrino. Kurt Aland lo ubicó en la Categoría II.